# 나이츠, 웬 더 데빌 케임
나이츠, 웬 더 데빌 케임(Nachts, wenn der Teufel kam, Nights, When the Devil Came)은 독일(구 서독)에서 제작된 로버트 시오드맥 감독의 1957년 드라마, 스릴러 영화이다. 클라우스 홈 등이 주연으로 출연하였다.

## 출연

### 주연
- 클라우스 홈
- 안네마리 더링거
- 마리오 아도프

### 조연
- 한스 메셈머
- 워너 피터스
- 피터 카스튼
- 윌머트 보렐
- 모니카 존

## 같이 보기
- 제30회 아카데미상 외국어영화상 출품작 목록